# 바실리스 라키스
바실리스 라키스(그리스어: Βασίλης Λάκης, 1976년 9월 10일, 테살로니키 ~)는 은퇴한 그리스의 축구 선수로, 측면 공격에 있어서의 주력으로 인해 "터보"라는 별명이 붙었고, 스트라이커가 침투하는 공간에 크로스를 훌륭하게 올리곤 했다.

## 클럽 경력

### 나우사
라키스는 나우사에서 데뷔했고, 초창기에 수비수였으나, 당시 감독들은 그의 타고난 재능을 발견하여 그를 공격형 윙어로 포지션을 변경시켰고, 그 위치에서 빛을 발하였다. 나우사에서, 라키스는 향후에 그리스의 스타 선수로 성장하는 바실리오스 치아르타스와 함께하였다.

### 파닐리아코스
1995년 여름, 라키스는 프로 클럽 파닐리아코스와 계약하였고, 그 다음 시즌에 팀이 알파 에트니키 7위를 달성하는데 도왔고, 라키스는 파닐리아코스 소속으로 7골을 득점했다.

### AEK
1998년 여름, 라키스는 AEK로 이적하여 데미스 니콜라이디스와 같은 슈퍼스타와 함께하게 되었고, 그와 함께 1999-2000 시즌에 이오니코스를, 바실리오스 치아르타스가 세비야에서, 테오도로스 자고라키스가 레스터 시티에서 합류한 2001-02 시즌에 라이벌 올림피아코스를 꺾고 2차례의 그리스 컵을 우승했다. 2001-02 시즌에 라키스는 AEK에서 UEFA컵 2001-02 4라운드까지 진출해 엑토르 쿠페르의 인테르나치오날레를 상대했었다. 2002-03 시즌, 라키스는 인테르나치오날레에서 합류한 그리고리오스 게오르가토스와 동행하게 되었고, AEK는 UEFA 챔피언스리그 2002-03에서 로마와 같은 거함과 스페인 강호 레알 마드리드를 상대했었다. 팀은 레알 마드리드와의 구 홈구장 니코스 구마스 경기장에서 열린 이 경기에서 3-1로 앞서나가며 거의 이기다 3-3으로 비겼으나, 에스타디오 산티아고 베르나베우에서 마드리드를 다시 만나 또다시 2-2로 비겼다.

### 크리스털 팰리스
그리스가 UEFA 유로 2004를 우승하자, 라키스는 프리미어리그의 크리스털 팰리스로 자유이적하였다. 그는 팰리스 소속으로 18경기 출전했다. 그는 아스널과의 셀허스트 파크 홈경기에서 1-1 동률을 이루는 와중에 골대 5.5미터 앞에서 골찬스를 놓쳤다. 이 골을 넣었을 경우 팰리스는 승리를 거둘 수 있었다. 그는 맨체스터 유나이티드와 득점 없이 비긴 경기에서 퇴장당했다. 불행히도, 클럽은 같은 해에 강등당했고, 라키스는 그리스로 돌아가 친정팀 AEK에 입단하기로 결정했다.

### AEK 복귀
그는 친정팀 AEK로 복귀해 이탈리아 거함 로마에서 합류한 트라야노스 델라스와 함께했고, 데미스 니콜라이디스는 회장직을 맡았다. AEK는 UEFA 챔피언스리그 2006-07에 진출해 밀란과 한조에 편성되었고, 홈경기에서는 줄리우 세자르의 골로 1-0으로 이겼었다. 2007년 여름, AEK는 브라질의 히바우두를 라이벌 구단 올림피아코스에서 영입하였고, 클럽은 피레아스의 라이벌 구단과 수페르리가 엘라다 정상을 다투었다. 그는 민첩한 우측 윙어로 앞으로 나갈 수 있으며, 빠른 발과 극단적인 플레이스타일로 알려졌다. 그는 자국에서 쉬운 골찬스를 날리는 습관으로 재해석되었으나, 주력, 잘라들어가는 패스, 그리고 페널티 박스 안으로 치고 들어가는 돌파력은 그러한 단점을 메꾸어 내기에 충분했다.

### PAOK
2007년 7월 2일, 라키스는 AEK로부터 방출되어 7월 3일에 PAOK와 3년 계약을 체결했고, UEFA 유로 2004때 동행했던 테오도로스 자고라키스가 당시 클럽 회장을 맡았었고, 지시스 브리자스가 현역으로 활약하고 있었다. 라키스는 팀이 올림피아코스의 뒤를 이어 수페르리가 엘라다에 준우승하도록 도왔고, PAOK는 UEFA 인터토토컵 진출권을 얻었다.

### 카발라
2009년 7월 1일, 그는 카발라와 계약했다. 라키스는 이곳에서 수문장 파니스 카테르얀나키스와 함께하여 팀이 10년만에 수페르리가 엘라다로 승격하게 도왔다. 그의 새 클럽 카발라는 수페르리가 엘라다의 강등권을 다툴것으로 예상되었으나, 상위 6위 안에 들었고, 라키스는 이 중요한 순간에 또다시 주축 선수로 활약했다.
라키스는 카발라 소속으로 파니오니오스전 승리로 그리스 컵 준결승에 진출했으나, 아리스에 패해 결승 진출이 좌절되었다.

## 국가대표팀 경력
라키스는 그리스 국가대표팀일원으로 35번의 경기에 출장했고, 2000년 4월, 더블린 랜즈던 로드에서 벌어진 아일랜드와의 첫 국제 경기에서 첫 득점에 성공했다. 오토 레하겔 감독은 그를 UEFA 유로 2004 예선을 앞두고 차출시켰고, UEFA 유로 2004를 우승했던 그리스의 최종 명단에 이름을 올려, 포르투갈과의 조별리그 1차전 경기, 프랑스와의 8강전 경기에서 두 차례 교체로 출전했다.

### 국가대표팀 득점 기록
| #  | 날짜             | 경기장             | 상대       | 점수 | 결과 | 대회     |
| -- | ---------------- | ------------------ | ---------- | ---- | ---- | -------- |
| 1. | 2000년 2월 23일  | 칼라마타, 그리스   | 오스트리아 | 4–1  | 승   | 친선경기 |
| 2. | 2000년 4월 26일  | 더블린, 아일랜드   | 아일랜드   | 0–1  | 승   | 친선경기 |
| 3. | 2003년 11월 15일 | 아베이루, 포르투갈 | 포르투갈   | 1–1  | 무   | 친선경기 |

## 수상

### 클럽
나우사
- 베타 에트니키: 1993-94

파닐리아코스
- 베타 에트니키 1997-98

AEK
- 그리스 컵: 1999-2000, 2001-02

### 국가대표팀
그리스 U-21
- UEFA U-21 유럽 축구 선수권 대회: 1998

그리스
- UEFA 유럽 축구 선수권 대회: 2004